# Keply
Keply jsou samota, část města Hartmanice v okrese Klatovy v Plzeňském kraji. Nachází se asi 8,5 kilometru severozápadně od Hartmanic. Keply leží v katastrálním území Kochánov III o rozloze 10,52 km².

## Obyvatelstvo
| Rok            | 1869 | 1880 | 1890 | 1900 | 1910 | 1921 | 1930 | 1950 | 1961 | 1970 | 1980 | 1991 | 2001 | 2011 | 2021 |
| -------------- | ---- | ---- | ---- | ---- | ---- | ---- | ---- | ---- | ---- | ---- | ---- | ---- | ---- | ---- | ---- |
| Počet obyvatel | 99   | 136  | 90   | 99   | 98   | 0    | 75   | 0    | 0    | 0    | 0    | 0    | 32   | 25   | 31   |
| Počet domů     | 15   | 11   | 10   | 9    | 11   | 13   | 10   | 0    | 0    | 0    | 0    | 0    | 2    | 2    | 2    |

## Obecní správa
Při sčítání lidu v letech 1850–1899 Keply byly osadou obce Kochánov v okrese Sušice. V následujícím období byla samota úředně zrušena a jako část města Hartmanice byla obnovena 1. ledna 1992 v okrese Klatovy.

## Pamětihodnosti
- Přírodní rezervace Poustka
- Přírodní rezervace Kepelské mokřady